# Marcus Wallenberg (Bankier, 1864)
Marcus Laurentius Wallenberg (5. März 1864 in Stockholm – 1943) war ein schwedischer Bankdirektor und Industrieller.

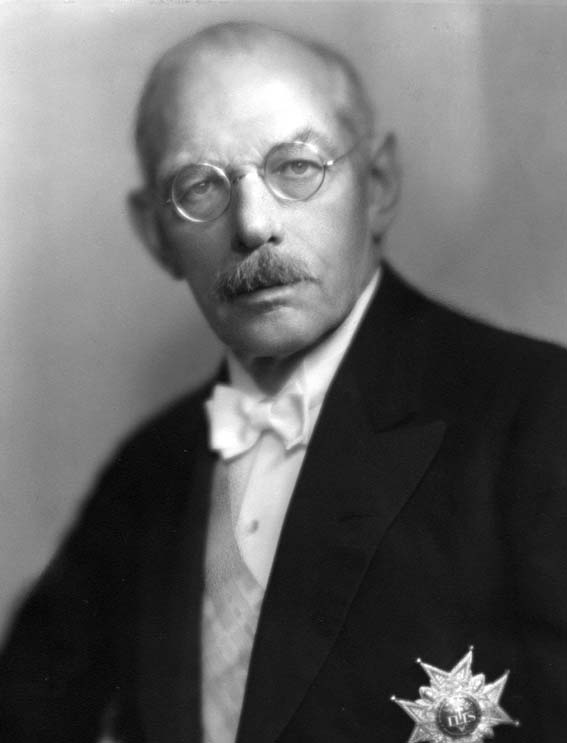
Marcus Laurentius Wallenberg, Banker und Industrieller

## Geschichte
Marcus Laurentius Wallenberg war der Sohn des Enskilda Bank-Gründers André Oscar Wallenberg und seiner Frau Anna Eleonora Charlotta von Sydow. Wallenberg ging nach der Schulausbildung zur Marine, studierte Jura und wurde 1888 Jurist in Uppsala. 1892 wurde er Mitglied der Geschäftsleitung und Vizepräsident der Skandinaviska Enskilda Banken AB, die bis heute im Wallenberg Familienbesitz ist.

## Gründung von AB Diesels Motorer
Nach dem 1898 erfolgten Kauf der für Schweden geltenden Lizenzen von Rudolf Diesel für 100.000 SEK gründete Marcus Wallenberg sofort die Firma AB Diesels Motorer bei Stockholm. Sie fusionierte 1917 zur Nya AB Atlas und war mit den vier Produktsparten Dampfmaschinen, Dampflokomotiven, Druckluftwerkzeuge & Kompressoren und Diesel- & Schiffsdieselmotoren  besonders für die Industrialisierung gut aufgestellt. Daraus entstand die Grundlage für die wachsenden Erfolge der Bank und die heutige internationale Wallenberg-Unternehmensgruppe, die an vielen bekannten vorwiegend skandinavischen Industriefirmen mit 10–40 % beteiligt sind.

## Ehrungen
1920 wurde Marcus Wallenberg aufgrund seiner Aktivitäten in der schwedischen Industrie besonders der Gründung der AB Diesels Motorer das erste Ehrenmitglied der Schwedischen Akademie der Ingenieurwissenschaften.
Marcus Wallenberg wurde 1939 als Mitglied der Königlich Schwedischen Akademie der Wissenschaften gewählt.
Er war Träger mehrerer Orden und Ehrenzeichen, darunter des Groß-Sterns für Verdienste um die Republik Österreich, Ritter des Seraphinenordens und Kommandeur mit Großkreuz des Nordstern-Ordens und des Wasaordens.